# Ortul starostesc
Ortul starostesc a fost o taxă, în secolele al XVI-lea - al XVIII-lea, percepută de un staroste pentru vinul pus în vânzare în târgurile din Moldova.
Această taxă avea în Țara Românească denumirea ortul vătășesc.